# Battle: Freestyle
Battle: Freestyle è un film del 2022 diretto da Ingvild Søderlind.
Il film è basato sul romanzo omonimo di Maja Lunde.

## Trama
Amalie e l'intera sua squadra di ballo hanno l'opportunità di poter partecipare ad una sfida di ballo a Parigi. La ragazza in città ritroverà anche sua madre e dovrà affrontare un dilemma quando si troverà la possibilità di decidere ad entrare o meno in una scuola di danza moderna.

## Distribuzione
Il film è stato distribuito sulla piattaforma Netflix a partire dal 01 aprile 2022.